# Michajłowskaja (rejon tarnoski)
Michajłowskaja (ros. Михайловская) – wieś w Rosji, w rejonie tarnoskim obwodu wołogodzkiego. W 2010 r. liczyła 22 mieszkańców.